# Útěk do divočiny
Útěk do divočiny (anglicky: Into the Wild) je americký film z roku 2007 režiséra Seana Penna, natočený dle stejnojmenné knihy Jona Krakauera Útěk do divočiny.

## Obsazení
| Emile Hirsch      | Chris McCandless aka Alex Supertramp |
| Marcia Gay Harden | Billie McCandless                    |
| William Hurt      | Walt McCandless                      |
| Jena Malone       | Carine McCandless                    |
| Brian H. Dierker  | Rainey                               |
| Catherine Keener  | Jan Burres                           |
| Vince Vaughn      | Wayne Westerberg                     |
| Kristen Stewart   | Tracy Tatro                          |
| Hal Holbrook      | Ron Franz                            |
| Zach Galifianakis | Kevin                                |
| Jim Gallien       | (sám za sebe)                        |

## Obsah filmu

### Prvních devět týdnů v divočině
Hrdina filmu, mladý muž Christopher McCandless, který si pro sebe zvolil jméno a příjmení "Alex Supertramp", docestuje stopem na Aljašku, na konec cesty, kde končí poslední stopy civilizace a začíná divočina. Na zádech krosnu s potřebným vybavením a zásobami jídla, přes rameno pušku, v ruce holínky, které dostal od šoféra, vydává se do zasněžené pustiny vstříc vzdáleným horám. Hlavou se mu přitom každou chvíli honí nějaké vzpomínky na to, co poslední roky prožil. Tak dochází až k řece, kterou se snaží v darovaných holínkách projít. Předtím ale na větev u břehu napichuje svou oranžovou pletenou čepici, snad jako označení místa pro případ, kdyby se chtěl vrátit. Místo brodu je ale hlubší, než se mu na první pohled zdálo, prochází zanořen do ledové vody až po pás. Tato první komplikace jeho cesty divočinou jej nezachmuří, na druhém břehu postaví stan, rozdělá oheň, usuší oblečení a přespí.
Na své další pouti objevuje věc, kterou by v divočině, vzdálené daleko od civilizace, nečekal: vrak starého autobusu. Po počáteční nedůvěře jej prozkoumá a zjistí, že jej někdo používal jako traperskou boudu. Nikdo se mu neozývá a tak začne s úklidem. Vybouchá starou matraci, založí oheň v improvizovaných kamnech a zjišťuje, že autobus je pro takové přežívání v divočině poměrně dobře vybaven. Ze svého objevu má radost, "svůj" autobus nazve kouzelným (magic bus) a rozhodne se jej přijmout za své obydlí. Rozhodně mu skýtá bezpečnější a pohodlnější útočiště, než kdyby musel přebývat ve svém malém stanu.
Protože je rozhodnut dobývat si potravu z divoké přírody vlastníma rukama, neváhá a celou dobu loví, převážně drobnou zvěř a ptáky. Jednou se mu podaří množstvím zastřelit i losa. Nezkušený s takovou prací a celý zakrvácený, nakonec se mu podaří celé zvíře naporcovat. Připravuje ohniště na uzení, aby mohl uchovat zásoby uloveného masa do budoucna, avšak svůj závod s časem a přírodními silami prohrává: nestihne svou práci dokončit v pravý čas, na maso nakladou masařky svá vajíčka a za chvíli již masem hýbou červi. Na zkaženém masu si pochutnají už jen supi a vlci.
Chris aka Alex si s odporem k sobě samému umývá v řece své zkrvavené ruce a v autobuse pak zaznamenává do svého deníku, že tohoto svého činu lituje. Zabil velkého živého tvora a sobě tím neprospěl.
Během celého svého pobytu v sobě Alex nezapře intelektuála. Mezi zásobami a vybavením, které si přinesl, měly důležité místo i knihy; jednak praktické knihy o pobytu v přírodě, kniha o poživatelných a jedovatých rostlinách i knihy filosofické. Jeho nejoblíbenějším autorem a filosofem byl Thoreau, jehož životní názory mu byly vzorem. Studoval jej již dříve, často jej citoval a nyní si jej znova a znova pročítá a jeho slova doplňuje svými poznámkami. Krom toho si vede i svůj deník, do něhož zaznamenává své zážitky, názory a jejich postupné proměny.

### Vzpomínky
Filmový děj, který jsme dosud pro přehlednost líčili jako jednolitý, je ovšem ve filmovém scénáři znovu a znovu přerušován Alexovými vzpomínkami na dobu uplynulých dvou let, kdy se připravoval k tomuto útěku od společnosti. Ani tyto vzpomínky se však ve filmu neobjevují zcela chronologicky, ale v kontextu určitých situací.
Souhrnně řečeno, Chrisovo dětství je poznamenáno dusným rodinným prostředím, kdy profesně exponovaní a úspěšní rodiče jsou zatíženi množstvím svých vnitřních nevyřešených konfliktů, od jejichž zhoubného vlivu nelze jejich dvě děti, Chrise a jeho sestru, uchránit. Děti bývají svědky jejich hádek, výčitek atd. Krize dětské duše vrcholí ve chvíli, kdy Chris objevuje krutou pravdu, že jeho otec si "vzal" jeho matku v době, kdy byl již ženatý a měl děti v jiném manželství a tím pádem byl Chris i jeho sestra nemanželskými dětmi. Víc než tímto faktem byla Chrisova duše hnětena lží, ve které celou tu dobu jeho rodiče žili a své manželství před dětmi jen předstírali. Tento nedostatek se pokoušeli rodiče vynahradit dětem dostatkem materiálního blahobytu, ale u Chrise nakonec narazili na tvrdý odpor. Umožní mu studium na vysoké škole a jako odměnu za vzorně ukončené studium mu chtějí koupit nové auto a nabízí mu svou podporu na dalších výběrových studiích.
Chris obě nabídky stroze odmítá. Ještě silněji ale odmítá celou životní filosofii rodičů, namísto ní se ztotožňuje s autory milujícími pravdu a volnost. Svoje problémy s rodiči postupně přenáší na celou západní civilizaci s jejími výdobytky a nakonec v něm vzrůstá odpor k celé lidské společnosti jako takové. Jeho ideálem se stává život individua tváří v tvář divoké přírodě.
K realizaci tohoto cíle se cele upíná, až nakonec sežene potřebné vědomosti i vybavení a prchá svým starým automobilem daleko od rodiny, aniž by se rozloučil anebo dal o sobě jakkoli komukoli vědět, a to ani své vlastní sestře, které jako jediné důvěřoval.
Se svým autem dojede až do nebezpečné zátopové oblasti, kde je i s autem spláchnut mimo silnici. Bere to jako výzvu, že se musí osvobodit i od této materiální přítěže. Vyplní šek, všechny své peníze, které mu zbývají na studentském účtu, pošle na charitu, zbytek své hotovosti na místě spálí, odšroubuje značku z auta, to zanechá jako vrak pod silnicí a dále již pokračuje bez jediného centu v kapse po svých.
Tímto způsobem se protlouká jako vandrák dva roky po celých Spojených státech, seznamuje se po cestě s různými lidmi a každému vypráví o své touze, kterou je Aljaška. Čas od času se nechá najmout na nějakou práci, třeba na výpomoc při žních, kdy jezdí s kombajnem. Koupí si kajak a bez povolení sjede divokou řeku, při tomto ztřeštěném dobrodružství nezkušený plavec jen o vlásek vyvázne životem. Dostane se až na jih do Mexika. Při návratu zpět je zadržen na hranicích bez dokladů, uvede, že je ztratil. Zažádá o vydání nových dokladů a uvádí své vymyšlené jméno, Alexander Supertramp. Dostává postel v ubytovně, ale náhle dozraje jeho pevné rozhodnutí: vrací klíč od ubytovny a obrací své kroky, které od této chvíle míří už jen na Sever a na Západ.
Takovou vzdálenost se rozhodne překonat jako hobo nákladním vlakem, ze kterého je nakonec vykopán a surově zbit příslušníkem železniční policie. Oklepe se a vyráží na stop na silnici, kde ho k sobě do strakatého kempingového vozu berou dva lehce přestárlí hippies. Cestuje nějakou dobu s nimi, mají jej rádi pro jeho čistou duši, dokonce jim mimoděk pomůže vyřešit i problémy v jejich dlouhotrvajícím vztahu. Jane se mu svěřuje, že je rovněž matkou mimomanželského syna, který od ní utekl a o kterém neví. Paralelismus těchto životních příběhů jim oběma dá možnost nahlédnout svůj vlastní problém i z druhé strany, nicméně Alexovo rozhodnutí vytrvat na svém útěku to nezvrátí.
Nějaký čas ještě pobyde s oběma hippíky na společném tábořišti pod "Svatou horou", pomáhá jim zde prodávat knížky a před Vánoci se seznámí s mladou dívenkou, která žije se svými rodiči ve vedlejším kempingovém vozu. Udělají si spolu výlet na pestře pomalovanou "Svatou horu", po které je provází potrhlý náboženský nadšenec, který rozhlašuje nekonečnou lásku k celému světu. Šestnáctiletá dívka se do Alexe zamiluje, ale ani to jej nezviklá ve svém rozhodnutí pokračovat na sever. Rozloučí se s ní a pokračuje ve své vysněné cestě na Aljašku. Kus cesty jej veze Jane a namísto rozloučení mu dává oranžovou čepici, kterou mu na cestu upletla.
Na jeho pouti mu pomáhá starý muž Ron, který jej svým terénním Fordem zaveze až k Alexovu stanu kus od horkých pramenů, u kterých žijí nudisti a další volnomyšlenkáři. Alexovy kroky však míří stále výš a svým nadšením uchvacuje i starého muže, který za ním nakonec vybíhá až na vrchol kopce, ze kterého je výhled do dálav. Zde na vrcholu si oba vyměňují názory své životní filosofie. Stařík zve Alexe do svého domu, kde žije sám, neboť jeho manželka a syn byli již dávno usmrceni při automobilovém neštěstí, které zavinil cizí opilý šofér. Muž tenkrát na tuto tragédii reagoval těžkým pitím, se kterým se mu ale podařilo skončit. Od té doby žije sám ve svém domku a přivydělává si vyřezáváním kůže. Alex se nějakou dobu přiučuje v jeho dílničce a vyrábí si kožený pásek, na kterém krok po kroku vyrývá symboly své dosavadní pouti. Na dotaz, co znamená N na konci, odpovídá: North, sever. Tím je dáno jeho konečné rozhodnutí pokračovat. Ráno si přivstane, aby mohl zmizet, ale Ron jej uhlídá a odváží svým Fordem podle Alexova přání dalších 100 mil. Na cestu mu přidá ještě několik drobností do zálesácké výbavy a teleskopické rybářské pruty. Při loučení se mu svěřuje, že je jedináček, že ani jeho rodiče neměli sourozence, takže jeho rod je odsouzen k zániku a není ani nikdo, kdo by po něm dědil. Nabízí Alexovi své přání, že jej bude adoptovat jako svého vnuka, a ten navrhuje odklad tohoto rozhovoru na dobu, až se vrátí zpátky z Aljašky.
Kromě Chrisových vzpomínek je do dějového scénáře filmu vloženo i několik střihů, které divákovi prostředkují i vzpomínky jeho sestry po jeho zmizení (které se k němu ovšem nedostaly, neboť veškerý kontakt byl přerušen). Chris zcela odmítal mobilní telefon a proto byli jeho rodiče odkázání na to, že mu neustále psali do jeho studentského podnájmu. Když se jim po čase vrátil celý balíček nepřečtených dopisů, okamžitě za ním jeli. Na místě se dozvěděli, že zde Chris již delší dobu nebydlí a že odešel neznámo kam. Na poště měl domluveno, aby případné dopisy nevraceli hned, ale až po čase najednou. Tím chtěl získat čas na svém útěku.
Alarmovaná policie identifikovala jen Chrisovo opuštěné auto a usoudila, že se nejednalo o násilný čin, ale že Chris odešel dobrovolně. To Chrisovy rodiče nejdřív uklidnilo, ale brzy si uvědomili, že vinu jeho odchodu nesou i oni sami. Další pátrání policie již bylo bezvýsledné. Společná tragédie dříve rozhádané rodiče sblížila. Všude jej hledali, neustále na něj mysleli, jeho ztracení se stalo centrem jejich dalšího života, záběry ukazují, jak jsou zdrceni a netouží po ničem jiném, než po opětovném setkání.

### Poslední týdny v divočině
Alexovy poslední zásoby potravin již došly a žádnou zvěř se mu nedaří ulovit. Během sílící krize se věnuje i svým myšlenkám a meditacím o životě a pomalu si blíží poznání, že celá lidská civilizace zase není až tak zavrženíhodná, za jakou ji předtím považoval. Po devíti týdnech je Alex již tak vyhládlý, že mu je jasné, že na tomto místě již nepřežije a rozhodne se vrátit. Sbalí si krosnu a vydává se na cestu zpátky. Dochází k brodu, který je na druhé straně dosud označen napíchnutou oranžovou čepicí. Řeka je při jarním tání ale tak rozbouřená, že není možno ji překročit. Ujedou mu nohy, spadne do proudu a s vypětím všech sil je rád, že se mu podaří zachytit a vydrápat zpět na břeh. Je mu jasné, že v tuto chvíli se stal už nedobrovolným zajatcem divoké přírody, z širokého prostoru bez hranic se stává vězení, z volného a ničím nespoutaného člověka mukl. Zdrcen tímto prozřením kapituluje a vrací se na pryčnu do svého autobusu.
Jedinou šancí na obživu, když není maso, se stávají bylinky a kořínky. Již na pokraji šílenství z vyčerpání studuje své knížky a podle nich hledá byliny, které by mohly být k snědku. Jeho částečně zastřený mozek ale už včas nepostřehne drobný rozdíl mezi několika druhy podobné rostliny, z nich některá je jedlá, jiná nejedlá a jiná dokonce jedovatá. Až po požití je mu zřejmé, že se mýlil. Podle knížky otrávený organismus, který není léčen, zmírá vyhladověním. Snaží se ještě vyvolat zvracení.
S posledními silami připisuje do knížky poslední poznatek své životní filosofie, že člověk může být šťastný jen tehdy, může-li své štěstí s někým sdílet. Nakonec se zapíná do spacáku a lehá si do autobusu s úsměvem ve tváři a s nehybným pohledem upřeným na oblohu. Sní o svém návratu a opětovném setkání se svými blízkými. Zanechá vzkaz, v němž se nepodepíše jako Alex Supertramp, ale svým občanským jménem Christopher Johnson McCandless.

### Happy end?
Divák do poslední chvíle neví, jak tento příběh může skončit. Jsme v poslední kapitole a promítací doba se chýlí ke konci. Veškeré napětí je koncentrováno do otázky, zda Chris / Alex přežije. Logika ale vede k tomu, že jediným způsobem záchrany by už musel být jen nějaký zázrak, snad helikoptéra, která by jej na poslední chvíli dopravila do nemocnice a tak splnila jeho touhu, návrat domů. Veškerý zázrak se už ale odehrál: byla jím konečná změna smýšlení mladého člověka, vnitřní smíření s jeho blízkými a odpuštění těm, kteří mu v životě ublížili. Přidání jakéhokoliv dalšího zázraku ve formě levného happy-endu by toto poselství devalvovalo.
Divák, který předtím nečetl žádné recenze a ani plakát se teprve v samém závěru dozvídá, že celý film byl natočen podle reálného příběhu, který se udál v období 1990-1992. Závěrečný snímek filmu je již autentický: usmívající se Chris vyfotografoval sám sebe u autobusu svým vlastním fotoaparátem. Tento fotoaparát společně s dalšími Chrisovými věcmi a jeho tělem našli v autobuse lovci losů dva týdny po jeho smrti.
V závěru filmu je poděkováno i Chrisovým rodičům a jeho sestře za statečnou pomoc, kterou při realizaci filmu poskytli.
| „ | Svoboda a jednoduchá krása jsou příliš dobré na to, abych si je nechal ujít. | “ |